# Eocorona iani
Eocorona iani (лат.) — вымерший вид крылатых насекомых с полным превращением, являющийся сестринским к двум отрядам: чешуекрылым и ручейникам. Единственный вид из рода Eocorona Tindale, 1980 и семейства Eocoronidae Tindale, 1980.

## Описание
Вид Eocorona iani был впервые описан в 1980 году австралийским антропологом, археологом и энтомологом Норманом Тиндейлом (1900—1993). Останки представляют собой отпечатки переднего (длиной 8 мм) и заднего (длиной 7 мм) крыльев и обнаружены в горной местности Маунт-Кросби в штате Квинсленд в Австралии. Крылья широкие с округлыми краями. Возраст оценивается средним триасом (карнийский ярус, 228,0—216,5 млн лет).

## Систематика
Первоначально вид Eocorona iani был описан как представитель отряда чешуекрылых (Lepidoptera). Позднее, другие авторы изменили систематическое положение этого ископаемого таксона.
В одной из последних работ (Minet et al. 2010) род Eocorona рассматривается равноправным членом надотряда Amphiesmenoptera, но не в составе отряда чешуекрылых (Lepidoptera) и не в составе отряда ручейников (Trichoptera).